# 中村為治
中村 為治（なかむら ためじ、1898年1月17日 - 1991年6月30日）は、日本のイギリス文学者。
東京銀座に生まれる。第一高等学校で川端康成と同級。1923年東京帝国大学英文科卒。関西学院英語講師、1926年東京商科大学（現一橋大学）予科教授。同僚の上原専禄と親しかった。1943年、45歳で辞職し、長野県乗鞍高原に隠棲した。農業と翻訳で暮らすが、1967年中部女子短期大学（現中部学院大学）教授となり、1972年まで務めた。
ロバート・バーンズを専門とし、キップリング詩集の翻訳などがある。大江健三郎は少年時代に中村の訳した岩波文庫の『ハックルベリー・フィンの冒険』を愛読した。

## 著書
- バーンズ 研究社英米文学評伝叢書 32 研究社 1934
- マルコ福音書の逐字訳を主体としたイエスの生涯とその教え 山本書店 1966

## 翻訳
- 抒情英詩集 研究社 1927
- バーンズ詩集 岩波文庫 1928
- ヴイクトリア朝の抒情詩 泰文堂 1929 (青年英文学研究叢書)
- キプリング詩集 梓書房 1929
- 闘技者サムソン ミルトン 岩波文庫 1934
- キツプリング詩集 岩波文庫 1936
- ジャングルブック キップリング 岩波文庫 1937
- ハックルベリイフィンの冒険 マーク・トウェーン 岩波文庫 1941
- 植物の育成 全8冊 ルーサー・バーバンク 1955-1962 (岩波文庫)
- バーンズ全訳詩集 角川書店 1959
- スピノザ倫理学 羅和対訳 山本書店 1979.8